# Talmud Tora w Radomiu
Talmud Tora w Radomiu − organizacja religijno-wychowawcza żydowskiego ruchu ortodoksyjnego.
Została założona w pierwszej połowie lat 30. XX wieku w Radomiu i była w ścisłym kręgu oddziaływania partii Agudat Israel.